# 브레드 (채소)

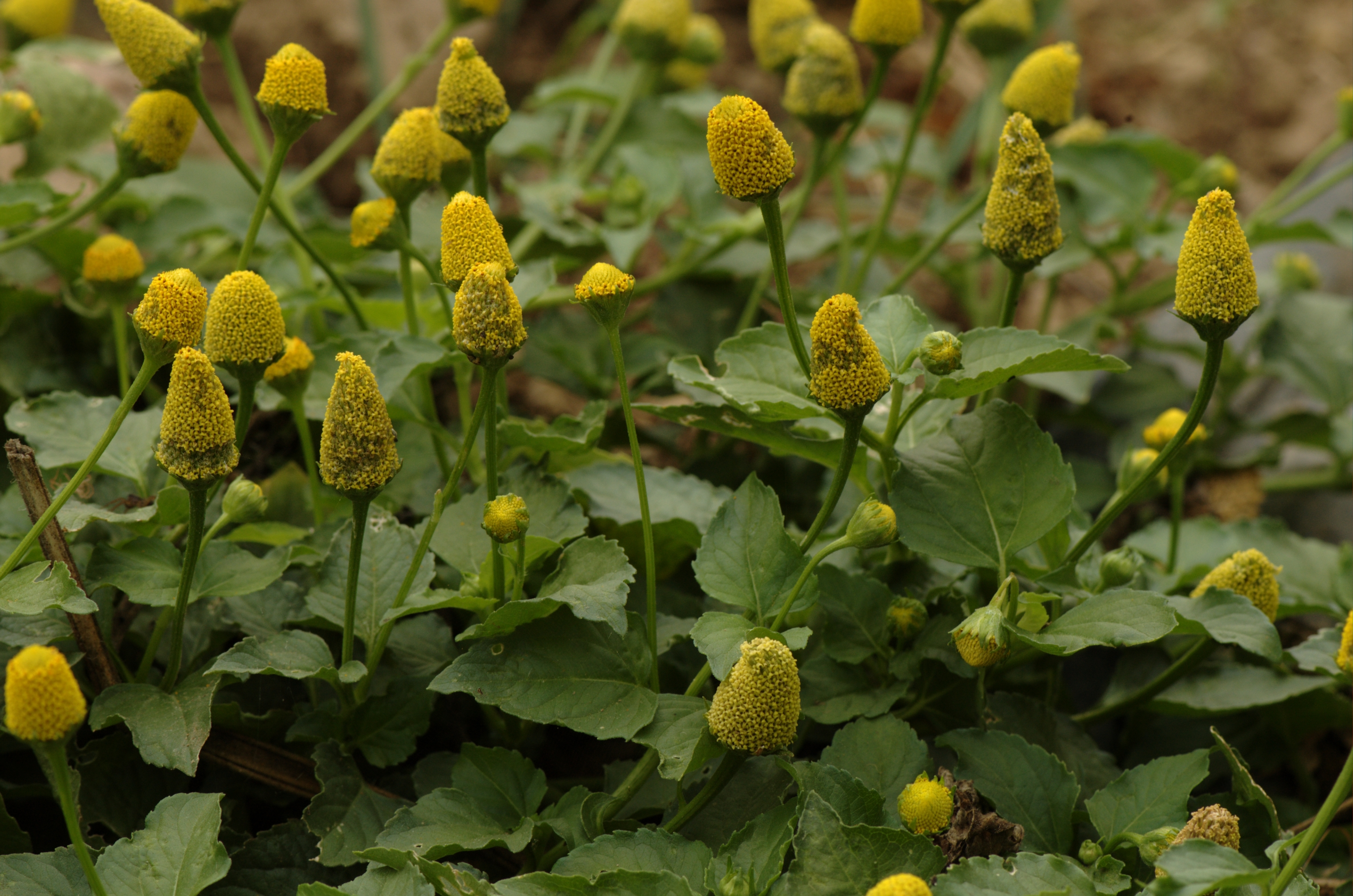
파라크레스(브레드 마판)

브레드(프랑스어: brède)는 마다가스카르, 마스카렌, 세이셸 등 아프리카 동쪽 인도양 섬 지역에서 파라크레스, 갓, 물냉이, 고구마 잎 등 여러 가지 잎채소를 부르는 말이다.

## 종류
- 브레드 강돌(brède gandole), 브레드 당골(brède d'Angole), 브레드 탈리(brède tali): 말라바시금치
- 브레드 글라시알(brède glaciale): 아이스플랜트
- 브레드 뒤 벵갈(brède du Bengale), 브레드 드 랭드(brède de l'Inde): 명아주 류, 비트, 개비름
- 브레드 드 리오(brède de Rio): 미국자리공
- 브레드 드 프랑스(brède de France): 시금치
- 브레드 라스트롱(brède lastron): 방가지똥, 큰방가지똥
- 브레드 리즈롱 도(brède liseron d'eau): 공심채
- 브레드 마니옥(brède manioc): 카사바
- 브레드 마판(brède mafane), 브레드 말가슈(brède malgache): 파라크레스
- 브레드 말라바르(brède malabare): 개비름, 가시비름, 산시금치, 장삭황마, 비름
- 브레드 메다유(brède médaille), 브레드 무롱그(brède mourongue), 브레드 무룸(brède mouroum): 모링가
- 브레드 모렐(brède morelle), 브레드 마르탱(brède martin), 브레드 블뢰(brède bleue): 까마중, 미국까마중
- 브레드 무타르드(brède moutarde): 갓
- 브레드 송주(brède songe), 브레드 슈 카라이브(brède chou caraïbe): 토란
- 브레드 슈 드 신(brède chou de Chine): 청경채
- 브레드 슈브레트(brède chevrette): 덩굴맨드라미
- 브레드 슈슈(brède chouchou): 차요테
- 브레드 시트루유(brède citrouille), 브레드 지로몽(brède giraumon): 페포호박
- 브레드 에피나르(brède épinard): 번행초
- 브레드 카오키(brède kaoki): 구기자나무
- 브레드 크레송(brède cresson): 물냉이
- 브레드 파리에테르(brède pariétaire), 브레드 파야테르(brède payatère): 청비름
- 브레드 파타트(brède patate): 고구마
- 브레드 페차예(brède pet-saye): 배추
- 브레드 퓌앙트(brède puante): 쇼나배추
- 브레드 피망(brède piment): 고추 류

## 같이 보기
- 모로호
- 칼랄루